# Quinto Volusio Saturnino
Quinto Volusio Saturnino (en latín Quintus Volusius Saturninus) fue un senador del Alto Imperio romano, que desarrolló su cursus honorum durante los años centrales del siglo I, bajo los imperios de Tiberio, Calígula, Claudio y Nerón.

## Familia
Era hijo de Lucio Volusio Saturnino consul suffectus en 3 y Praefectus Urbi de la ciudad de Roma.

## Carrera política
Con las credenciales familiares señaladas, su carrera inicial debió ser fácil y, por su lealtad, el emperador Claudio le benefició con una adlectio inter patricos, lo que elevaba el rango de su familia equiparándolo con la más rancia nobleza romana. Nerón lo designó consul ordinarius en 56 y ese mismo año, falleció su padre y él se encargó personalmente de pronunciar su laudatio funebris o elogio funerario. Inmediatamente después, ingresó en varios colegios sacerdotales: sodal Augustalis en honor de Augusto y los antiquísimos sacerdocios de sodal Titiis y frater Arvales.
En 61 era gobernador de la provincia Galia Bélgica y fue nombrado junto con los también senadores Tito Sextio Africano y Marco Trebelio Máximo para realizar un censo de todas las Galias (en latín ad censos agendos), misión difícil dada la rivalidad entre los tres y en la que los mejores resultados los obtuvo Trebelio Máximo.

## Descendencia
Tuvo dos hijos, Lucio Volusio Saturnino, cónsul ordinario en 87 y Quinto Volusio Saturnino, cónsul ordinario en 92.